# Cuers
Cuers là một xã ở tỉnh Var trong vùng Provence-Alpes-Côte d’Azur, Pháp. Xã này có diện tích 50,53 km², dân số năm 2006 là 9542 người. Xã này nằm ở khu vực có độ cao trung bình 131 mét trên mực nước biển.

## Biến động dân số
| Năm | 1962 | 1968 | 1975 | 1982 | 1990 | 1999 | 2006 |
| --- | ---- | ---- | ---- | ---- | ---- | ---- | ---- |
| Dân số | 4665 | 5107 | 5453 | 6571 | 7027 | 8174 | 9582 |
| From the year 1962 on: No double counting—residents of multiple communes (e.g. students and military personnel) are counted only once. |      |      |      |      |      |      |      |